# Лисаррага, Эктор
Э́ктор Лиса́ррага (исп. Héctor Lizárraga; род. 1 сентября 1966, Мексика) — мексиканский боксёр, представитель полулёгкой весовой категории. Выступал на профессиональном уровне в период 1985—2003 годов, владел титулом чемпиона мира по версии Международной боксёрской федерации (IBF).

## Биография
Эктор Лисаррага родился 1 сентября 1966 года в Мексике.
Дебютировал в боксе на профессиональном уровне в марте 1985 года. Боксировал на территории США и в начале своей карьеры не имел большого успеха, проигрывая многим не самым сильным соперникам.
Однако в 1987—1991 годах сделал серию из 13 побед подряд, в том числе стал чемпионом штата Калифорния в полулёгкой весовой категории и завоевал титул чемпиона Континентальной Америки по версии Всемирного боксёрского совета (WBC).
В 1994 году заполучил титул интерконтинентального чемпиона по версии Международной боксёрской федерации (IBF).
Благодаря череде удачных выступлений в 1997 году удостоился права оспорить вакантный титул чемпиона мира IBF в полулёгком весе, при этом другим претендентом стал представитель Южной Африки Уэлкам Нсита (40-2). Лисаррага вёл по очкам, а после десятого раунда угол его соперника отказался продолжать поединок.
Лисаррага оставался чемпионом не долго, уже во время первой защиты в апреле 1998 года он уступил свой пояс соотечественнику Мануэлю Медине, проиграв единогласным решением судей.
Впоследствии встречался с такими известными южноафриканскими боксёрами как Мбулело Ботиле (25-1) и Кассиус Балойи (22-0), но от обоих потерпел поражение.
Завершил спортивную карьеру в 2003 году. В общей сложности провёл на профи-ринге 55 боёв, из них 38 выиграл (в том числе 21 досрочно), 12 проиграл, тогда как в пяти случаях была зафиксирована ничья.